# Sopčić Vrh
 Sopčić Vrh  falu Horvátországban Károlyváros megyében. Közigazgatásilag Ribnikhez tartozik.

## Fekvése
Károlyvárostól 19 km-re északnyugatra, községközpontjától 2 km-re délnyugatra fekszik.

## Története
1857-ben 97, 1910-ben 64 lakosa volt. A település trianoni békeszerződésig Zágráb vármegye Károlyvárosi járásához tartozott. 2011-ben 18 lakosa volt.

## Lakosság
| Lakosság változása | Lakosság változása | Lakosság változása | Lakosság változása | Lakosság változása | Lakosság változása | Lakosság változása | Lakosság változása | Lakosság változása | Lakosság változása | Lakosság változása | Lakosság változása | Lakosság változása | Lakosság változása | Lakosság változása | Lakosság változása |
| ------------------ | ------------------ | ------------------ | ------------------ | ------------------ | ------------------ | ------------------ | ------------------ | ------------------ | ------------------ | ------------------ | ------------------ | ------------------ | ------------------ | ------------------ | ------------------ |
| 1857               | 1869               | 1880               | 1890               | 1900               | 1910               | 1921               | 1931               | 1948               | 1953               | 1961               | 1971               | 1981               | 1991               | 2001               | 2011               |
| 97                 | 89                 | 93                 | 104                | 87                 | 64                 | 77                 | 70                 | 60                 | 67                 | 58                 | 48                 | 34                 | 43                 | 30                 | 18                 |